# 查昇
查昇（1650年—1707年），字仲韋，號聲山，又號漢中。浙江海寧人，籍屬錢塘縣。清朝政治人物、翰林、書法家，進士出身。

## 生平
查昇於康熙二十七年（1688年）中戊辰科進士，榜名丘昇。選翰林院庶吉士，散館授編修。累遷至少詹事。
詩筆清麗，工書法，似董其昌。著有《澹遠堂集》。《清史稿》將其附於查慎行傳後。

## 家族
十世孙金庸，武侠小说家。